# Stein Bugge
Stein Bugge (Bergen,  26 de septiembre - Oslo, 3 de octubre de 1961) fue un dramaturgo y director de teatro noruego.

## Vida
Era hijo del comerciante Jens Samuel Bugge (1861–1903) y de Olga Olsen (1875–1951).
Bugge obtuvo el examen artium en 1915 y estudió en la Universidad de Londres desde 1919 hasta 1923. De 1925 a 1926 fue consultor literario en Den Nationale Scene en Bergen. De 1928 a 1929 trabajó en el L'Institut supérieur des arts décoratifs en Bruselas.
Comenzó como director de teatro en escenarios de Bélgica y los Países Bajos. En 1931 montó su propia obra Tragedien om Mengin en el Det Norske Teatret en Oslo. En la década de 1930, tenía planes de iniciar un nuevo teatro basado en el método de Konstantin Stanislavski junto con Anders Wyller y John Ditlev-Simonsen. En 1931, organizó junto con el abogado Elias Steen-Olsen un festival en Håkonshallen en Bergen, donde montó su propia obra Votan. Los festivales se repitieron el año siguiente.
De 1941 a 1946 fue director de escena en Den Nationale Scene, y luego director de teatro en el mismo lugar desde 1946 hasta 1948. De 1955 a 1956 viajó y dio conferencias en América.
Las Obras dramáticas de Bugge se publicaron en cinco volúmenes de 1941 a 1946.
Sobre Bugge, Olav Dalgard escribe: «La mayor conmoción en la vida teatral la creó el entusiasta bergenser Stein Bugge, quien no solo hizo "agujeros" en las ventanas del realismo teatral noruego, sino que atacó sistemáticamente este con los disparos más fuertes».

## Obras de teatro
- Tragedien om Mengin (1923)
- Askeladdens komedier (1924)
- Geniet i storm (1927)
- Votan (1931)
- Generalsekretæren (1932)
- Det tredje rike (1934)
- Knut Alvsøns løfte (1938)
- Ekteskapsskolen (1939)